# Stanisław Franciszek Jucha
Stanisław Franciszek Jucha (ur. 25 września 1930 w Odrzykoniu, zm. 4 marca 2003 w Krakowie) – polski geolog, geolog naftowy i kartograf, profesor Akademii Górniczo-Hutniczej w Krakowie. Profesor honorowy Narodowej Akademii Górniczej Ukrainy w Dniepropietrowsku. Twórca Polskiej Szkoły Cyfrowej Kartografii Naftowej. Członek Naftowo-Gazowej Akademii Ukrainy we Lwowie. Honorowy obywatel miasta Krosna.

## Życiorys
Urodził się w rodzinie Jana Juchy (1888-1962) i Heleny z Grzybałów (1900-1941); ojciec zajmował się uprawą roli i stolarstwem. Podczas okupacji uczęszczał do szkoły podstawowej w Odrzykoniu i brał udział w tajnych kompletach prowadzonych przez stryja, Józefa Juchę – historyka i polonistę, członka Polskiej Organizacji Wojskowej. W latach 1944–1949 kontynuował naukę w I Liceum Ogólnokształcącym im. Mikołaja Kopernika w Krośnie. Od 1949 r. podjął studia na Wydziale Geologiczno-Mierniczym, a od 1953 r. kontynuował na Wydziale Geologiczno-Poszukiwawczym Akademii Górniczo-Hutniczej w Krakowie, uzyskując w 1955 r. tytuł mgr inżyniera geologii.
Od końca 1954 r. był młodszym asystentem w Zakładzie Kartowania Geologicznego u prof. Henryka Świdzińskiego; jego badania terenowe z tego okresu przyczyniły się do odkrycia poważniejszych zasobów ropy naftowej w okolicach Węglówki na Podkarpaciu. W 1955 r. uzyskał stanowisko asystenta w tym samym Zakładzie. W tym okresie jego zainteresowania dotyczyły Karpat polskich, ukraińskich, słowackich, rumuńskich, a także Alpidów bałkańskich i śródziemnomorskich. Zajmował się także metodyką kartografii geologicznej, którą z czasem przekształcił w cyfrową kartografię naftową.
W 1963 r. obronił dysertację doktorską "Łupki jasielskie i ich znaczenie dla stratygrafii i sedymentologii warstw krośnieńskich". W tym okresie wspólnie z Anną Jerzmańską zajmował się ichtiofauną łupków jasielskich, jak również makrofauną (wspólnie z Wilhelmem Krachem). Badania te umożliwiły rekonstrukcję warunków batymetrycznych i paleogeograficznych serii menilitowo-krośnieńskiej.
W 1963 r. został adiunktem na Wydziale Geologiczno-Poszukiwawczym. W 1967 r. współtworzył na AGH wraz z prof. Stanisławem Wdowiarzem Wydział Wiertniczo-Naftowy. W 1968 r. uzyskał tytuł docenta. Od 1969 r. był członkiem Komitetu Nauk Geologicznych Polskiej Akademii Nauk. W 1974 r. kierował kilkumiesięczną wyprawą badawczą "Koral" do Zatoki Perskiej. W latach 1977–1981 poświęcił się zagadnieniom geologii surowcowej Podkarpacia, a także regionalnej geologii naftowej. Rozpoczął etap zastosowania metodyki matematycznych badań modelowych, badań statystycznych i informatycznych dla geologii zapadliska przedkarpackiego oraz synklinoriów: lubelskiego i warszawskiego.
W roku 1981 doprowadził do powstania Polskiej Szkoły Cyfrowej Kartografii Naftowej. Oryginalna koncepcja tej szkoły opierała się na zastosowaniu danych z wierceń, badań sejsmicznych i laboratoryjnych przy tworzeniu strukturalnych map cyfrowych, a w konsekwencji do prognozowania złóż ropy, gazu i wód geotermalnych w Polsce.
W latach 1978–1984 był prodziekanem ds. nauki, a w latach 1984-1987 dziekanem na Wydziale Wiertniczo-Naftowym i dyrektorem Instytutu Wiertniczo-Naftowego AGH. Po przejściu na emeryturę prof. S. Wdowiarza w 1981 roku, został kierownikiem Zakładu Geologii Naftowej w Instytucie Wiertniczo-Naftowym AGH. Funkcję tę pełnił do roku 1992. Od 1982 r. był członkiem sekcji Wiertnictwa i Górnictwa Otworowego Komitetu Górnictwa Polskiej Akademii Nauk. W 1983 r. otrzymał tytuł profesora nadzwyczajnego, a w 1991 r. tytuł profesora zwyczajnego. W 1983 roku, w uznaniu wybitnych zasług dla miasta i regionu, nadano mu tytuł honorowego obywatela miasta Krosna. W 1984 r. powołał do życia, w ramach „Zeszytów Naukowych AGH”, nowe wydawnictwo: „Wiertnictwo Nafta Gaz”, którego redaktorem naukowym był w latach 1984-1988. W okresie 1983–1985 r. należał do Rady Naukowej Instytutu Górnictwa Naftowego i Gazownictwa w Warszawie. W latach 1986–1992 był członkiem Polskiego Narodowego Komitetu Światowych Kongresów Naftowych. W 1987 r. został generalnym dyrektorem górniczym II stopnia. W roku 1990 został powołany do Rady Geologicznej przy Ministrze Ochrony Środowiska, Zasobów Naturalnych i Leśnictwa. W 1996 r. został członkiem Naftowo-Gazowej Akademii Ukrainy – UNGA we Lwowie, a w 1996 r. nadano mu tytuł profesora honorowego Narodowej Akademii Górniczej Ukrainy - NAHMU w Dniepropietrowsku.
Stanisław F. Jucha jest jednym z bohaterów książki Benjamina Shvili'ego - izraelskiego poety-mistyka - Tu śpi noc (2002), a także sagi rodzinnej Ilony Dworak-Cousin - Podróż do Krainy Cieni (2018).
Został pochowany na cmentarzu wojskowym przy ul. Prandoty w Krakowie (kw. LXXXVIII-19-28).

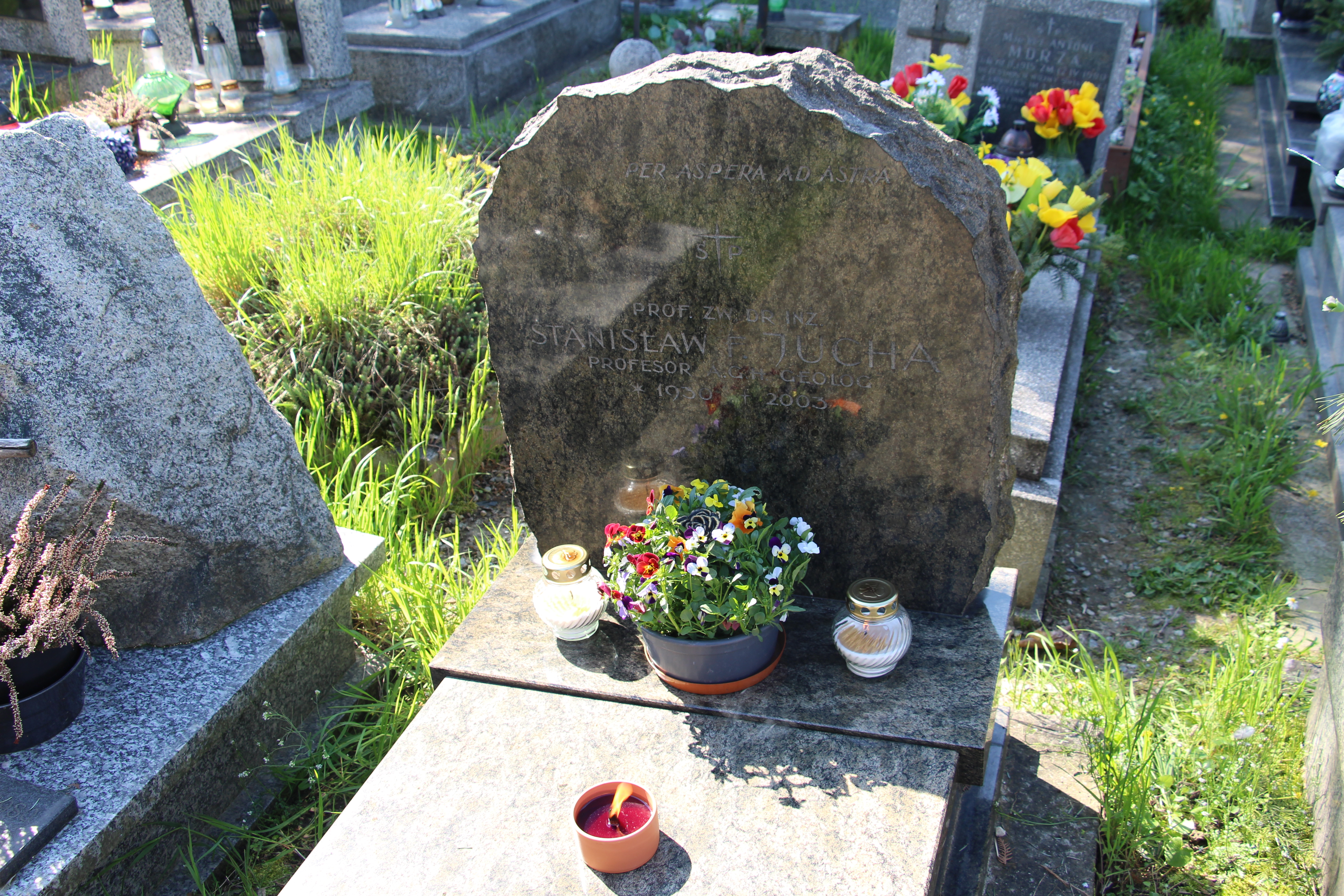
Grób prof. Stanisława F. Juchy na cmentarzu wojskowym przy ul. Prandoty w Krakowie

## Dorobek naukowy
W dorobku naukowym Stanisława Juchy znalazło się ponad 250 publikacji, w tym 100 prac indywidualnych z zakresu geologii, geologii podstawowej, geologii naftowej, geochemii, kartografii wgłębnej, matematyki stosowanej, geofizyki stosowanej i cyfrowej kartografii naftowej. Wypromował 9 doktorów. Był autorem 7 patentów i ponad 300 ekspertyz.

## Działalność społeczna
Należał do Stowarzyszenia Miłośników Ziemi Krośnieńskiej oraz Stowarzyszenia Odrzykoniaków. W 1995 roku zainicjował powstanie cyklicznego wydawnictwa: „Zeszyty Odrzykońskie”, publikowanego do chwili obecnej.

## Nagrody
Ordery
- Złoty Krzyż Zasługi (1973)[23][24].
- Krzyż Kawalerski Orderu Odrodzenia Polski (1979)[23][25].
- Medal Komisji Edukacji Narodowej (1984)[23][26].
- Krzyż Oficerski Orderu Odrodzenia Polski (1986)[23][27].
- Krzyż Komandorski Orderu Odrodzenia Polski (1999)[23][28].

Tytuły honorowe
- Tytuł Honorowego obywatela miasta Krosna (1983)
- Członkostwo Naftowo-Gazowej Akademii Ukrainy we Lwowie na Ukrainie (1996)
- Tytuł Profesora honorowego Narodowej Akademii Górniczej w Dniepropietrowsku (obecnie Dniepr) na Ukrainie (1996)

Odznaki i wyróżnienia zagraniczne
- Odznaka honorowa Uniwersytetu Technicznego w Ostrawie w Czechach
- Medal Jubileuszowy 150-lecia Wydziału Inżynierii Uniwersytetu w Mons w Belgii (1987)
- Medal Profesora honorowego nadany z okazji 100-lecia Narodowej Akademii Górniczej w Dniepropietrowsku na Ukrainie (1999)

Odznaczenia
- Złota Odznaka "Za Pracę Społeczną dla Miasta Krakowa”(1969)[29].
- Odznaka „Zasłużony dla Województwa Rzeszowskiego” (1971)[30].
- Odznaka „Zasłużony dla Górnictwa Naftowego i Gazownictwa” (1979)[31].
- Złota Odznaka honorowa „Za Zasługi w Rozwoju Województwa Pilskiego” (1980)[32][33].
- Złota Odznaka honorowa Stowarzyszenia Techników Przemysłu Naftowego i Gazowniczego (1982)[34].
- Złota Odznaka „Za Zasługi dla Ziemi Krakowskiej” (1983)[32][35].
- Odznaka honorowa „Zasłużony dla górnictwa PRL” (1986)[36].
- Złota Odznaka NOT (Naczelnej Organizacji Technicznej) (1987)[32][37].
- Srebrna Odznaka Stowarzyszenia Techników Przemysłu Naftowego i Gazowniczego[32]
- Odznaka honorowa „Za Zasługi dla Województwa Krośnieńskiego I Stopnia” (1987)[38].
- Odznaka honorowa „Zasłużony dla polskiej geologii” (1987)[39].
- Odznaka „Za Zasługi dla Województwa Przemyskiego” (1987)[40].
- Odznaka „Za Zasługi w Rozwoju Województwa Zielonogórskiego” (1988)[32][41].
- Odznaka honorowa „Stowarzyszenia Wychowanków Akademii Górniczo-Hutniczej” (1989)[42].

Nagrody i wyróżnienia
- Brązowy Medal 50-lecia Uczelni AGH (1969)
- Złoty Medal 60-lecia Uczelni AGH (1979)
- Medal Ignacego Łukasiewicza (1982)[43].
- Złoty Medal 40-lecia Stowarzyszenia Wychowanków Akademii Górniczo-Hutniczej w Krakowie (1985)
- Brązowy Medal 20-lecia Wydziału Wiertniczo-Naftowego AGH (1987)
- Medal Rektora AGH (1989)[44].
- Medal 30-lecia Geofizyki Toruń (1996)[45].
- Medal Jubileuszowy 70-lecia Akademii Górniczo-Hutniczej w Krakowie (1989)[46].
- Złoty i Srebrny Medal "Cracovia Totius Poloniae Urbs Celeberrima" wybity z okazji 70-lecia Akademii Górniczo-Hutniczej w Krakowie (1989)
- Medal Jubileuszu 100-lecia I Liceum Ogólnokształcącego im. Mikołaja Kopernika w Krośnie (2000)

## Wybrane publikacje
- Łupki jasielskie w Karpatach Fliszowych. „Przegląd Geologiczny”, nr 11, Warszawa 1957.
- Próba nowego podziału stratygraficznego serii menilitowej i warstw krośnieńskich (wspólnie z J. Kotlarczykiem). „Nafta”, nr 8, Kraków 1958.
- Contribution on Jasło Shaly Limestones in the Polish Carpathian (Rozmieszczenie wapiennych łupków jasielskich w Karpatach polskich). „Biuletyn Polskiej Akademii Nauk”, Seria: Geologia, cz. VI, nr 11, 1958
- Próba ustalenia nowych poziomów korelacyjnych w warstwach krośnieńskich Karpat Polskich (wspólnie z J. Kotlarczykiem). „Acta Geologica Polonica”, vol. IX, nr 3, Warszawa 1959.
- Możliwości odkrycia złóż ropy i gazu w rejonie Węglówki. „Nafta”, nr 5, Kraków 1959.
- Seria menilitowo-krośnieńska w Karpatach fliszowych (wspólnie z J. Kotlarczykiem). Komitet Nauk Geologicznych. Krakowski Oddział PAN, „Prace geologiczne”, nr 4, Warszawa 1961 (monografia).
- Nowe stanowiska fauny menilitowej (wspólnie z W. Krachem). „Acta Geologica Polonica”, vol. XII, nr 2, Warszawa 1962.
- Stanowisko ryb w łupkach jasielskich z Łubna koło Dynowa (wspólnie z A. Jerzmańską). „Rocznik Polskiego Towarzystwa Geologicznego”. t. XXXIII. Kraków 1963
- Zagadnienie fałdów wgłębnych w Karpatach Polskich (wspólnie z S. Wdowiarzem). „Zeszyty Naukowe AGH”, nr 206, Górnictwo. z. 15, Kraków 1969.
- Łupki jasielskie, ich znaczenie dla stratygrafii i sedymentologii serii menilitowo-krośnieńskiej (Karpaty Fliszowe). Komitet Nauk Geologicznych. Oddział PAN. „Prace geologiczne”, nr 52, Warszawa 1969.
- Probabilistyczne metody szacowania perspektywnych zasobów węglowodorów (wspólnie  z K. Nitkiewiczem). „Nafta”, nr 8, Kraków 1975.
- Analiza statystyczna własności miocenu autochtonicznego (wspólnie z K. Nitkiewiczem). „Zeszyty Naukowe AGH”, nr 24, Geologia. Kraków 1975.
- Podział formacji jurajskiej w zapadlisku przedkarpackim na podstawie geofizyki wiertniczej (wspólnie z E. Jaworem i W. Twarogiem). „Zeszyty Naukowe AGH”, Geologia, t.4, z.3, Kraków 1978.
- Regionalne przepływy wód wgłębnych  w albie i w jurze Lubelskiego Zagłębia Węglowego (wspólnie z L. Zawiszą). „Zeszyty Naukowe AGH”, Geologia, t.5, z. 3, Kraków 1979
- Problematyka wykorzystania małych złóż gazu w Polsce (wspólnie z R. Neyem i K. Słupczyńskim). „Zeszyty Naukowe AGH”, Zagadnienia Ekonomiczno-Techniczne, nr 36, Kraków 1987
- Warunki geologiczno-złożowe małych złóż gazu ziemnego w Zapadlisku Przedkarpackim, Karpatach i na Niżu Polskim (wspólnie z R. Neyem i K. Słupczyńskim). „Gospodarka Surowcami Mineralnymi”, t. 3, z. 2. Kraków 1987
- Warunki efektywnego wykorzystania gazu ziemnego z małych złóż (wspólnie z R. Pajdą). „Gospodarka Surowcami Mineralnymi”, t. 3, z. 2. Kraków 1987.
- Sto lat kopalni ropy naftowej w Węglówce (wspólnie ze Z. Jabczyńskim) „Technika Naftowa i Gazownicza, Kwartalnik Stowarzyszenia Naukowo-Technicznego Inżynierów i Techników Przemysłu Naftowego i Gazowniczego”, nr 1. Kraków 1988.
- Geologiczna charakterystyka zbiorników wód geotermalnych na Niżu Polskim — Geological characterization of geothermal aquifers of the Polish Lowlands. W: Atlas wód geotermalnych Niżu Polskiego. Zbiorniki dolnojurajski i dolnokredowy: 1: 500 000: Atlas of the geothermal waters of Polish Lowland. Early jurassic and early cretaceous reservoirs: commentary/ red. Wojciech Górecki przy współpracy Andrzej F. Adamczyk, Andrzej Szczepański, Tadeusz Szklarczyk; Instytut Surowców Energetycznych Akademii Górniczo-Hutniczej, Kraków, 1990.
- Wystawa cyfrowej kartografii Naftowej z okazji 75- lecia Akademii Górniczo-Hutniczej im. Stanisława Staszica w Krakowie (1919-1994). I-sza Krajowa Konferencja: Niż Polski nt. „Wyniki i możliwości wykorzystania polskiej cyfrowej kartografii naftowej w analizie basenów sedymentacyjnych”. Przewodnik-monografia. „Geologia Naftowa Polski”, z. 9, Kraków, 1994/95.
- Wystawa Polskiej Cyfrowej Kartografii Naftowej z okazji Międzynarodowej Konferencji Naukowo-Technicznej: „Nowe metody i technologie w geologii naftowej, wiertnictwie, eksploatacji otworowej i gazownictwie”. Referat i przewodnik do wystawy. Materiały VI Konferencji WWNiG AGH. Kraków, 22-23 czerwca 1995.
- Węglowy basen sedymentacyjny w miocenie Niżu Środkowo-Europejskiego (wspólnie z K. Matlem). (Area of the Miocene  Coal-basin Sedimentation of the Central European Depression). „Wiertnictwo Nafta Gaz”, t. 14. Kraków, 1997.
- Metoda probablistyczna Monte Carlo w symulacji rozkładu zasobu węglowodorów (wspólnie z Cz. Rybickim, J.Siemkiem, J.Stopą). „Kwartalnik Górnictwo”, nr 4, Kraków, 1998.
- Baseny naftowe Niżu Polski w świetle danych i zastosowania polskiej metodyki kartografii naftowej. (Petroleum Basins of the Polish Lowlands in the Light of the Polish Digital Petroleum Cartography Data and Applications) „Gospodarka Surowcami Mineralnymi PAN”. Kraków, 1999.
- Główne baseny naftowe Polski w świetle danych i zastosowań polskiej metodyki cyfrowej kartografii naftowej — The main Polish petroleum basins in the light of the Polish digital petroleum cartography data and applications  W: Nowe metody i technologie w geologii naftowej, wiertnictwie, eksploatacji otworowej i gazownictwie: X międzynarodowa konferencja naukowo-techniczna: Kraków, 24–25 czerwca 1999, T. 1. X International Scientific-Technical Conference: new methods and technologies in petroleum geology, drilling, and reservoir engineering/ Wydział Wiertnictwa, Nafty i Gazu Akademii Górniczo-Hutniczej im. Stanisława Staszica w Krakowie. Kraków, 1999.
- Analiza warunków akumulacji złóż węglowodorów i ich znaczenie dla prospekcji naftowej w basenach Niżu Polski oraz zapadliska przedkarpackiego — Petroleum basins of the Polish Lowland in the light of the Polish digital petroleum cartography data and applications. Gospodarka Surowcami Mineralnymi, t. 15, zeszyt specjalny, Kraków 1999.
- Efektywność odkrywania zasobów gazu ziemnego metodami wiertniczymi w polskiej części Zapadliska Przedkarpackiego — Efficiency of natural gas discovery using exploration drilling of oil basins in the Polish part of the Carpathian Foredeep:  „Wiertnictwo Nafta Gaz”, t. 18/2. Kraków 2001.
- Metodyczna analiza efektywności odkrywania zasobów gazu ziemnego za pomocą wierceń poszukiwawczych w poziomach stratygraficznych polskiej części Zapadliska Przedkarpackiego — Methodic analysis of efficiency of natural gas prospecting with exploration wells in the stratigraphic horizons of the Polish part of the Carpathian Foredeep.  W: XII [Dwunasta] międzynarodowa konferencja naukowo-techniczna „Nowe metody i technologie w geologii naftowej, wiertnictwie, eksploatacji otworowej i gazownictwie”: Kraków, 21–22 czerwca 2001, T. 1. International scientific-technical conference “New methods and technologies in petroleum geology, drilling and reservoir engineering”. Wydział Wiertnictwa, Nafty i Gazu Akademii Górniczo-Hutniczej im. Stanisława Staszica w Krakowie. Kraków 2001.